# 성모 영보 성당 (류블랴나)

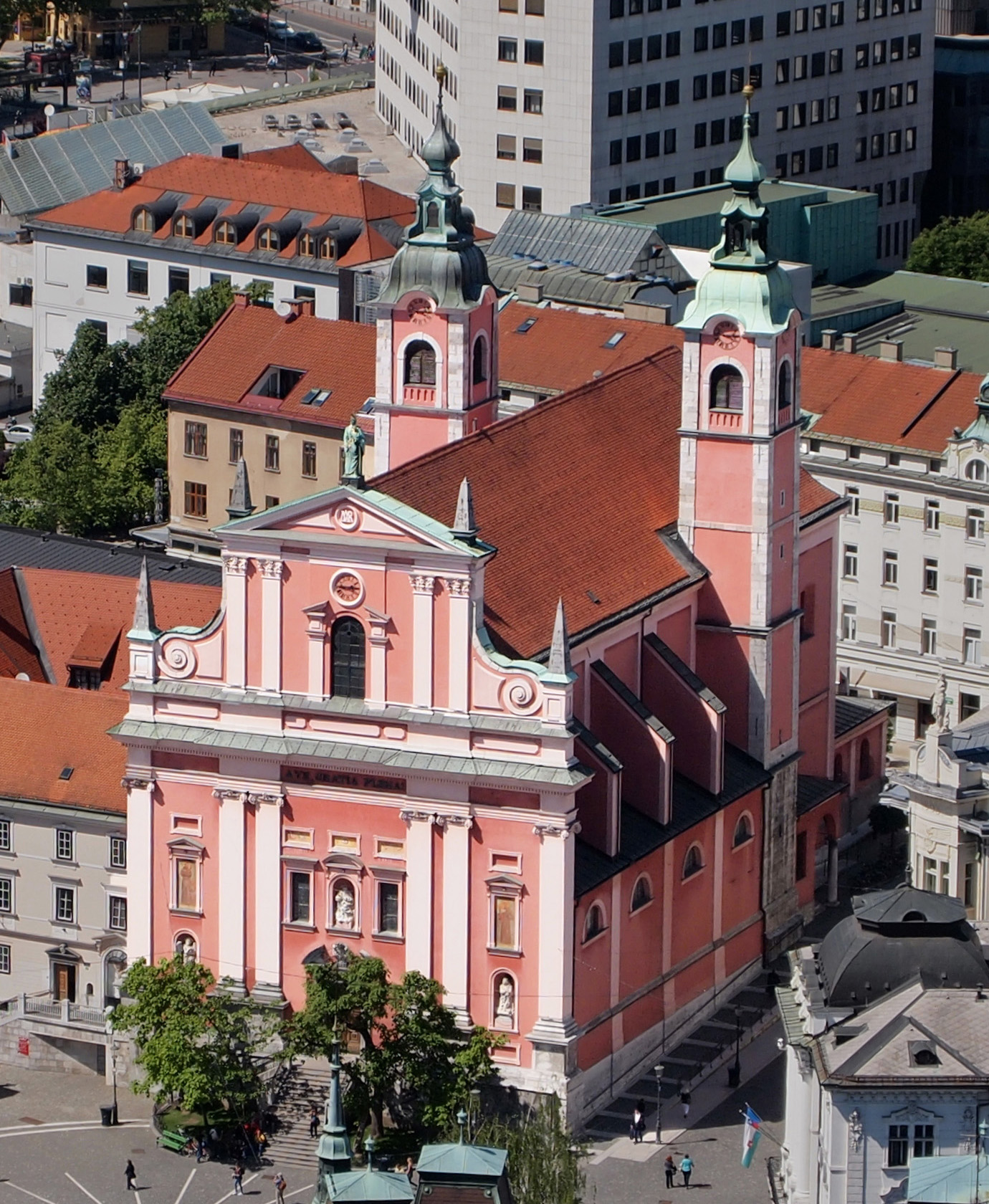
성모 영보 성당

성모 영보 성당(슬로베니아어: Cerkev Marijinega oznanjenja) 또는 프란치스코 성당(슬로베니아어: Frančiškanska cerkev)은 슬로베니아의 수도인 류블랴나 프레셰렌 광장에 있는 프란치스코회 성당이다. 성당의 붉은색이나 분홍색은 프란치스코회를 상징한다. 2008년부터 이 성당은 슬로베니아의 국가적 중요성을 지닌 문화 기념물로 보호받고 있다.